# Claes-Göran Fagerstedt
Claes-Göran „Fager“ Fagerstedt (* 8. November 1928 in Stockholm; † 20. Juli 2015) war ein schwedischer Jazzmusiker (Piano, Komposition). Er gehörte zu den Pionieren und eigenständigsten Musikern des Modern Jazz in Schweden.

## Leben und Wirken
Fagerstedt war als Pianist ein Autodidakt; sein Interesse am Jazz erwachte früh. Mitte der 1940er Jahre trat er der Dixielandband des Trompeters Nils Näs bei und trat auch solistisch als Boogie-Woogie-Pianist bei Schulbällen in Stockholm auf. Gelegentlich spielte er vierhändig mit Charlie Norman im Restaurant Salle de Paris. 1946 holte ihn Ulf Linde in sein Quintett, das sich an der Musik von John Kirby orientierte. 
Im Sommer 1948 tourte er mit dem Quintett des Saxophonisten Sven Garder. Als Trompeter Nisse Skoog im Herbst desselben Jahres die erste schwedische Bebop-Band (mit Linde, Bjarne Nerem, Gunnar Almstedt und Jack Norén) gründete, engagierte er Fagerstedt als Pianisten. In den frühen 1950er Jahren leitete er in den Sommermonaten sein eigenes Trio mit Georg Riedel am Bass und Sven Erik Materne am Schlagzeug. Im März 1955 ging er erstmals ins Aufnahmestudio, im Quintett mit Rolf Billberg, Lars Gullin, Georg Riedel und Bosse Stor. Gullin setzte die Zusammenarbeit mit ihm fort; er spielte im Sommer 1956 in einer Band unter der Leitung von Bassist Arvid Sjölin und Gullin. Zudem war er 1957 und 1958 an einigen Aufnahmen Gullins beteiligt.
Fagerstedt bildete 1957 mit Bernt Rosengren, Stig Söderqvist, Torbjörn Hultcrantz und Sune Spångberg die Formation Jazz Club 1957 mit der es Aufnahmen für Sonet Records kam. Dann arbeitete er in den Bands von Bernt Rosengren, aber auch mit dem Quintett von Rolf Billberg. Seine Interessen verlagerten sich aber, geprägt durch Don Cherry, vom Hard Bop zum freien Spiel.
Im eigenen Trio mit Bosse Skoglund und Torbjörn Hultcrantz, aber auch in anderen Formationen begleitete er ab 1971 Nannie Porres. 1975 legte er unter eigenem Namen das Album Stone Free bei Odeon vor. 1978 gründete er den Jazzclub Fasching in Stockholm. Er nahm auch mit Musikern wie Nisse Sandström und Lalle Svensson auf. Seit den 1980er Jahren wurden seine öffentlichen Auftritte seltener. Aber von Zeit zu Zeit trat er mit seinem eigenen Trio auf, aber auch mit Combos mit unterschiedlichen Bläsern, etwa Tommy Koverhult, aber auch als Begleiter von Nannie Porres und von Torgny Björk.
Mitte der 1990er Jahre tourte er mit seiner Tochter, der Sängerin Anna Mourou. Die mangelnde Gesundheit trug zu seinem Rückzug bei; zuletzt trat er Ende der neunziger Jahre mit Sune Spångberg im Café Agueli in Stockholm auf. 2008 erschien die Kompilation Claes-Göran Fagerstedt with Friends feat. Nannie Porres (Ladybird). Tom Lord verzeichnet 48 Aufnahmen zwischen 1955 und 1997.